# دانيال فوستر
دانيال فوستر (بالإنجليزية: Daniel Foster)‏ هو لاعب دوري الرغبي أسترالي، ولد في 20 أبريل 1993 في مايتلاند في أستراليا.